# Seznam avstrijskih smučarskih skakalcev
Seznam avstrijskih smučarskih skakalcev.

## A
- Clemens Aigner
- Florian Altenburger
- Philipp Aschenwald

## B
- Reinhold Bachler
- Niklas Bachlinger
- Sepp Bradl

## D
- Thomas Diethart

## E
- Wilfried Eberharter
- Lisa Eder
- Markus Eggenhofer
- Willi Egger
- Stephan Embacher

## F
- Andreas Felder
- Manuel Fettner

## G
- Eva Ganster
- Andreas Goldberger
- Simon Greiderer
- Philipp Gruber

## H
- David Haagen
- Mathias Hafele
- Werner Haim
- Michael Hayböck
- Thomas Hofer
- Martin Höllwarth
- Jan Hörl
- Thomas Hörl
- Stefan Horngacher
- Daniel Huber
- Stefan Huber

## I
- Mario Innauer
- Toni Innauer
- Daniela Iraschko-Stolz

## K
- Timon-Pascal Kahofer
- Katharina Keil
- Martin Koch
- Andreas Kofler
- Armin Kogler
- Stefan Kraft
- Marita Kramer
- Chiara Kreuzer
- Heinz Kuttin

## L
- Thomas Lackner
- Hannes Landerer
- Clemens Leitner
- Otto Leodolter
- Florian Liegl
- Alois Lipburger
- Wolfgang Loitzl

## M
- Elias Medwed
- Bernhard Metzler
- Thomas Morgenstern
- Francisco Mörth
- Julia Mühlbacher
- Lukas Müller
- Markus Müller
- Roland Müller

## N
- Franz Neuländtner
- Hubert Neuper

## O
- Maximilian Ortner

## P
- Arthur Pauli
- Harald Paumgarten
- Eva Pinkelnig
- Albin Plank
- Alexander Pointner
- Manuel Poppinger
- Baldur Preiml
- Markus Prock
- Claudia Purker
- Willi Pürstl

## R
- Stefan Rainer
- Werner Rathmayr
- Elisabeth Raudaschl
- Janni Reisenauer
- Peter Resinger
- Cornelia Roider

## S
- Markus Schiffner
- Gregor Schlierenzauer
- Karl Schnabl
- Balthasar Schneider
- Sonja Schoitsch
- Jonas Schuster
- Reinhard Schwarzenberger
- Jacqueline Seifriedsberger
- Sophie Sorschag
- Christoph Stauder
- Maximilian Steiner
- Alexander Stöckl

## T
- Stefan Thurnbichler
- Elias Tollinger
- Daniel Tschofenig
- Claus Tuchscherer

## U
- David Unterberger

## V
- Ernst Vettori

## W
- Andreas Widhölzl
- Franz Wiegele
- Hannah Wiegele
- Lisa Wiegele
- Ulrich Wohlgenannt
- Marco Wörgötter

## Z
- Janko Zwitter